# Poeciloxestia elegans
Poeciloxestia elegans là một loài bọ cánh cứng trong họ Cerambycidae.